# Ooencyrtus keralensis
Ooencyrtus keralensis is een vliesvleugelig insect uit de familie Encyrtidae. De wetenschappelijke naam is voor het eerst geldig gepubliceerd in 2010 door Hayat & Prathapan.